# سووبودنه هرمانیتسه
سووبودنه هرمانیتسه (به لاتین: Svobodné Heřmanice) یک منطقهٔ مسکونی در جمهوری چک است که در شهرستان برونتال واقع شده‌است. سووبودنه هرمانیتسه ۱۱٫۴۷ کیلومتر مربع مساحت و ۵۳۵ نفر جمعیت دارد و ۳۹۸ متر بالاتر از سطح دریا واقع شده‌است.